# Homorthodes semicarnea
Homorthodes semicarnea là một loài bướm đêm trong họ Noctuidae.